# Fog on the Tyne
Fog on the Tyne es el segundo álbum de estudio de la banda británica Lindisfarne. Fue grabado en los estudios Trident en Soho, Londres a mediados de 1971 y fue publicado a través de Charisma Records en el Reino Unido y Elektra Records en los Estados Unidos.

## Lanzamiento y recepción
Fog on the Tyne fue publicado en octubre de 1971. El álbum se convirtió en un éxito comercial alcanzando el puesto #1 en el Reino Unido durante 4 semanas. También alcanzó el número 45 en el Kent Music Report de Australia. La canción «Meet Me on the Corner» fue publicado como el sencillo principal junto con las canciones «Scotch Mist» y «No Time to Lose» como lado B.
En noviembre de 2003, el álbum fue reeditado y remasterizado en CD con 2 bonus tracks.

## Lista de canciones
Todas las canciones escritas y compuestas por Alan Hull, excepto donde esta anotado. 
| Lado uno |                         |              |          |  |
| N.º      | Título                  | Escritor(es) | Duración |  |
| 1.       | «Meet Me on the Corner» | Rod Clements | 2:40     |  |
| 2.       | «Alright on the Night»  |              | 3:33     |  |
| 3.       | «Uncle Sam»             | Simon Cowe   | 2:58     |  |
| 4.       | «Together Forever»      | Rab Noakes   | 2:35     |  |
| 5.       | «January Song»          |              | 4:15     |  |

| Lado dos |                           |                    |          |  |
| N.º      | Título                    | Escritor(es)       | Duración |  |
| 1.       | «Peter Brophy Don't Care» | Hull, Terry Morgan | 2:49     |  |
| 2.       | «City Song»               |                    | 3:07     |  |
| 3.       | «Passing Ghosts»          |                    | 2:30     |  |
| 4.       | «Train in G Major»        | Clements           | 3:09     |  |
| 5.       | «Fog on the Tyne»         |                    | 3:26     |  |

- Los lados uno y dos fueron combinados como pista 1–10 en la reedición de CD.

| Bonus tracks (2003 Virgin Records reissue) |                   |                                                |          |  |
| N.º                                        | Título            | Escritor(es)                                   | Duración |  |
| 11.                                        | «Scotch Mist»     | Clements, Cowe, Hull, Ray Jackson, Ray Laidlaw | 2:07     |  |
| 12.                                        | «No Time to Lose» |                                                | 3:16     |  |

## Créditos
Créditos adaptados desde las notas del álbum.
Lindisfarne
- Alan Hull – voz principal y coros (2, 5–8, 10), guitarra de doce cuerdas, acústica y eléctrica, teclado
- Ray Jackson – voz principal y coros (1–4, 9, 10), mandolina, armónica
- Rod Clements – bajo eléctrico, guitarra de doce cuerdas, acústica y eléctrica, violín
- Simon Cowe – guitarra líder, mandolina, coros (2, 10)
- Ray Laidlaw – batería

Personal técnico
- Bob Johnston – productor
- Ken Scott – ingeniero de sonido

Diseño
- Mac – fotografía
- Trevor Wiles, Franco Polsinelli – diseño de portada

## Posicionamiento
| Gráficas (1972)               | Pico de posición |
| ----------------------------- | ---------------- |
| Australia (Kent Music Report) | 45               |
| Reino Unido (UK Albums Chart) | 1                |